# گاکوریو ایشیئی
گاکوریو ایشیئی (به ژاپنی: 石井 岳龍 Ishii Gakuryū)، سوگو ایشیئی یک کارگردان فیلم اهل ژاپن است.